# Lidia Fiejdasz-Buczek
Lidia Jadwiga Fiejdasz-Buczek – polska prawnik, dr hab. nauk społecznych, pracownik naukowy Instytutu Prawa Kanonicznego Wydziału Prawa, Prawa Kanonicznego i Administracji Katolickiego Uniwersytetu Lubelskiego Jana Pawła II.

## Życiorys
W 2004 r. ukończyła studia w Katolickim Uniwersytecie Lubelskim, w 2008 r. obroniła pracę doktorską pt. Działania przeciw jedności duchowieństwa rzymskokatolickiego - na podstawie akt Wydziału do Spraw Wyznań Prezydium Wojewódzkiej Rady Narodowej w Rzeszowie, której promotorem był prof. Wiesław Bar, w 2020 r. habilitowała się na podstawie pracy zatytułowanej Sprawy kanonizacyjne za pontyfikatu papieża Benedykta XVI. Studium prawno-kanoniczne.
Jest zatrudniona na stanowisku adiunkta w Instytucie Prawa Kanonicznego na Wydziale Prawa, Prawa Kanonicznego i Administracji Katolickiego Uniwersytetu Lubelskiego Jana Pawła II.